# Yoshiharu Habu

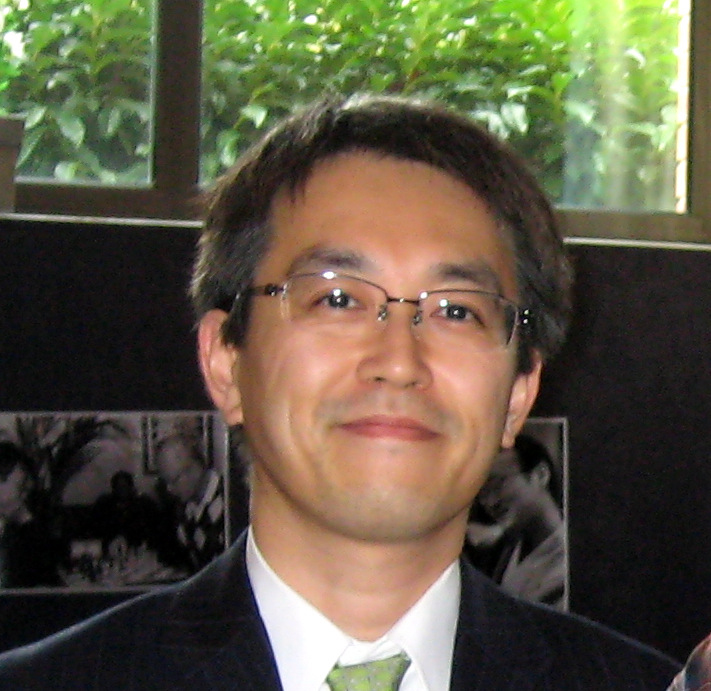
Yoshiharu Habu in 2011

Yoshiharu Habu (Japans: 羽生善治, Habu Yoshiharu) (Tokorozawa, 27 september 1970) is een Japans professioneel shogi-speler en een schaak-FIDE meester (FM). Zijn leraar is Tatsuya Futakami.

## Biografie
Habu werd een professional in 1985. Hij werd gepromoveerd in 1994.
In 1996 beheerste hij alle 7 belangrijke titels (Ryu-oh, Meijin, Kisei, Oi, Oza, Kioh en Osho).
Habu geldt als een van de beste schakers in Japan, met een Elo-rating van 2404 (april 2009).

## Promotie geschiedenis
- 1982, 2 december: 6-kyu
- 1983, 2 februari: 5-kyu (6 overwinningen, 3 verliezen)
- 1983, 28 maart: 4-kyu (6 overwinningen, geen verliezen)
- 1983, 11 mei: 3-kyu: (6 overwinningen, geen verliezen)
- 1983, juli 7: 2-kyu: (6 overwinningen, geen verliezen)
- 1983, 24 augustus: 1-kyu: (6 overwinningen, geen verliezen)

- 1984, januari 11: 1-Dan (12 overwinningen, 4 verliezen)
- 1984, 10 september: 2-Dan (14 overwinningen, 5 verliezen)
- 1985, 25 april: 3-Dan (12 overwinningen, 4 verliezen)
- 1985, 12 december: 4-Dan (13 overwinningen, 4 verliezen)
- 1988, april 1: 5-dan (vanwege C1-klasse Meijinsen promotie)
- 1989, 1 oktober: 6-dan (als de Ryu-oh uitdager)
- 1990, 1 oktober: 7-dan (zijnde Ryu-oh titel houder zelf)
- 1993, april 1: 8-dan (toegetreden A-klasse Meijinsen)
- 1994, april 1: 9-Dan (speciale promotie)

## Titels en andere kampioenschappen
Titels
| Titel  | jaar gehouden                           | Aantal titels |
| ------ | --------------------------------------- | ------------- |
| Ryu-oh | 1989, 1992, 1994, 1995, 2001, 2002      | 6             |
| Meijin | 1994 - 1996, 2003, 2008 - 2010, 2014-15 | 9             |
| Kisei  | 1993 - 1995, 2000, 2008 - 2016          | 15            |
| Oi     | 1993 - 2001, 2004 - 2006, 2011 - 2016   | 18            |
| Oza    | 1992 - 2010, 2012 - 2016                | 24            |
| Kioh   | 1991 - 2002, 2005                       | 13            |
| Osho   | 1996 - 2001, 2003, 2005-2009            | 12            |

Ere titels: Life time (Eisen) Meijin, Kisei, Oi, Oza, Kioh, Osho.
Niet-titel toernooi
| Toernooi            | jaar gehouden                                   |
| ------------------- | ----------------------------------------------- |
| Asahi Open          | 1989, 1991, 1998, 2004-2007                     |
| NHK Cup (shogi)     | 1989, 1992, 1997, 1998, 1999, 2001, 2008 - 2011 |
| Nihon Series        | 1991, 1998, 2003                                |
| Ginga-sen           | 1997, 2000, 2001, 2004, 2006                    |
| Hayazashi Senshuken | 1992, 1995                                      |
| Shinjin-Oh (shogi)  | 1988                                            |